# Capelleta Verge de la Llet
La Capelleta Verge de la Llet és una obra d'Olot (Garrotxa) inclosa a l'Inventari del Patrimoni Arquitectònic de Catalunya.

## Descripció
Tot i que se la coneix pel nom de Verge de la Llet, aquesta verge porta el nen en braços i a la mà dreta un ram de flors. Va vestida i de sota els abillaments hi surten els rosaris. Fins fa poc acudien les mares que havien donat a llum i tenien problemes per alletar els nens. Havia estat col·locada damunt un pilar d'obra, en forma d'oratori, situat a la part més alta del carrer.

## Història
L'any 1897 es demanà la construcció d'una capelleta al lloc on es troba actualment, en una fornícula al primer pis d'una casa sobre la font del carrer de sant Rafael. El 7 de maig de 1898 va quedar llesta i el 14 de juliol del mateix any s'inaugurà i es tornà a posar la imatge. Té uns Goigs dedicats que canten: "Sobre una font col·locada / Sou consol del que' us implora / Amparaunos gran Senyora / De la Llet intitulada".